# Paghman
Paghman es una ciudad en las montañas cerca de Kabul, Afganistán. Es el centro del distrito de Paghman, provincia de Kabul. Posee una población superior a las 120 000 personas (en 2015).
Es una localidad conocida por sus palacios y por ser el lugar de nacimiento de Amanulá, primer gobernante del Afganistán independiente y de Hafizullah Amín, el último presidente de Afganistán antes de la intervención soviética.

## Historia

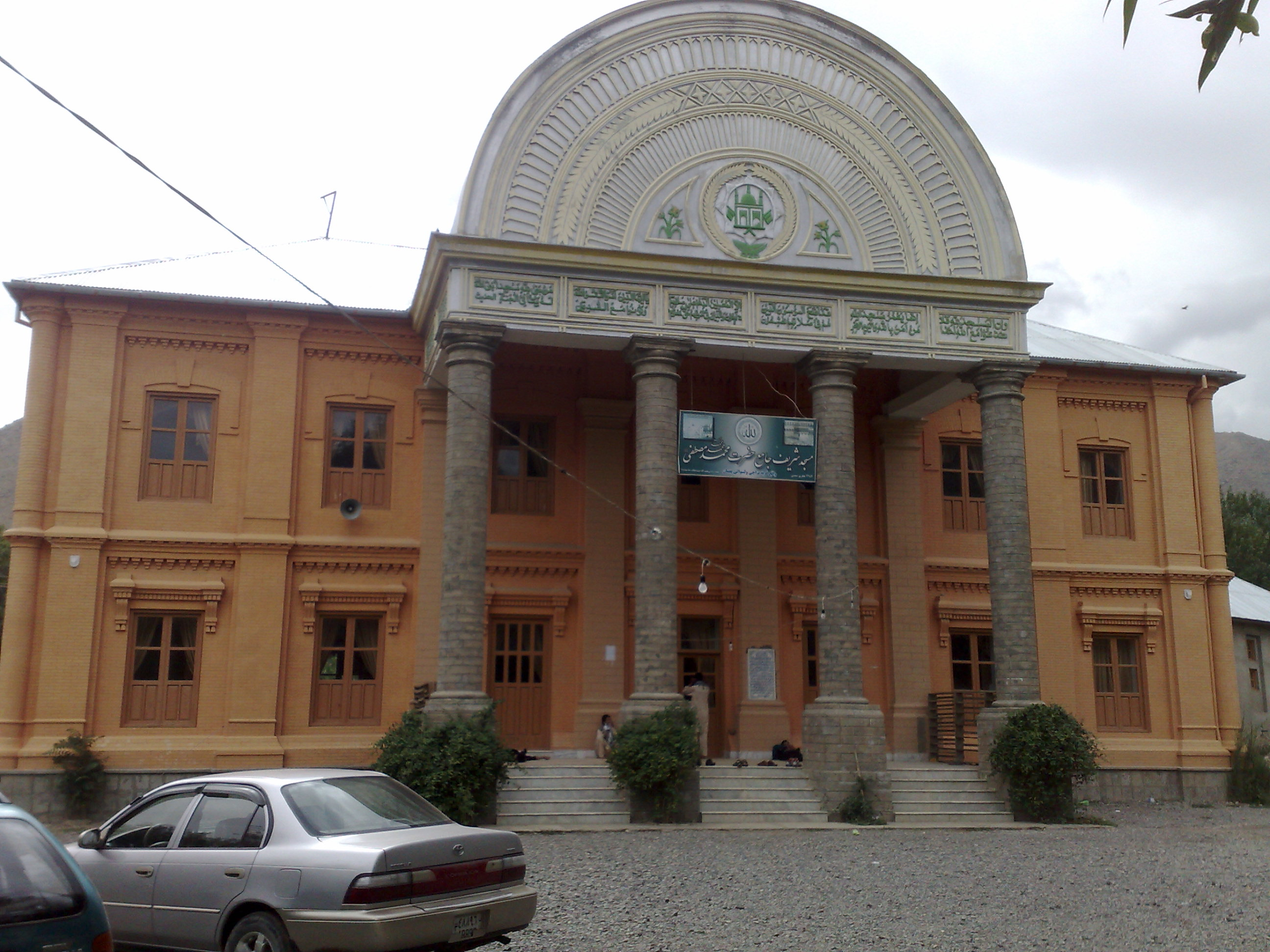
La mezquita principal de estilo europeo en Paghman.

Después del regreso del rey Amanulá Khan y la reina Soraya Tarzi de Europa en 1928, Amanulá trajo expertos extranjeros para rediseñar Kabul. En ese momento, a la entrada de Paghman, se levantó una puerta monumental de estilo europeo, similar pero más pequeña que el Arco del Triunfo en París, Francia, llamada Arco de la Victoria (persa:طاق ظفر Taq-e Zafar). Originalmente un pequeño pueblo en la parte inferior del Hindú Kush, Paghman se convirtió en un refugio de vacaciones con villas y chalets al estilo europeo, así como la capital de verano de la corte. Sus amplias avenidas fueron plantadas con abetos, álamos y nogales que se extendían más allá del arco, las villas y un campo de golf. Era un lugar popular para los ricos y la aristocracia de visita.
Los nuevos jardines reales se abrieron al público bajo la condición, como una cuestión de reforma, de que la vestimenta occidental fuera adoptada allí, como en las áreas residenciales reales de la cercana Kabul. El 1 de septiembre de 1928, el rey Amanulá convocó a la Loya yirga a Paghman para asombro de muchos delegados, que se encontraban en desacuerdo con el nuevo código de vestimenta. El 7 de septiembre de 1928, el Hazrat de Shor Bazaar, una figura política influyente en Kabul, presentó al rey una petición firmada por unos 400 líderes religiosos que se oponían a muchas de las reformas de Amanulá. Esta acción condujo al arresto de Hazrat, la ejecución de algunos de sus seguidores y finalmente la rebelión de 1929 dirigida por Habibulá Kalakani, que derrocó al rey.
Los jardines finalmente se convirtieron en un lugar popular para turistas locales y extranjeros. Los kabuleños ricos eran dueños de casas de veraneo allí que empleaban numerosos criados y sirvientas.
Durante la guerra soviético-afgana en la década de 1980, Paghman fue un importante campo de batalla y sufrió bombardeos tanto del gobierno respaldado por los soviéticos como de los rebeldes muyahidines. La mayoría de los edificios fueron destruidos y los residentes huyeron. Poco quedó de los prósperos jardines, a excepción de los restos del arco del Triunfo, que fue dinamitado.
Tras la formación de la administración Karzai, el Arco fue reconstruido de 2003 a 2005 y otras partes dañadas de los antiguos Jardines fueron reconstruidas. Una vez más se convirtió en un sitio turístico popular, y es popular entre los residentes de Kabul. Hubo un desarrollo aún mayor en la década de 2010.
En 2012, 1000 familias en el distrito de Paghman recibieron electricidad. La energía pudo ser distribuida a los hogares en el pueblo de Pracha del valle de Pashaee después de la instalación de tres transformadores de 1000 KVA. La electricidad se suministra desde la presa de Mahipar en el distrito de Surobi a un costo de 35 millones de AFN (unos  622 443 dólares estadounidenses).
En 2014, se abrió al público un palacio de nueva construcción, el Castillo de Paghman Hill. En los alrededores del nuevo palacio también hay miles de árboles recién plantados, así como un campo de buzkashi, una cascada y otras atracciones. El interior del palacio está decorado con alfombras afganas tradicionales hechas a mano y otros materiales tradicionales. Fue planeado para ser utilizado en festivales importantes.

## Ciudades hermanadas
Paghman está hermanada con las siguientes ciudades:
- Alice Springs, Territorio del Norte, Australia, desde enero de 2005.